# Wake on LAN
Nelle reti di computer, Wake on LAN (WoL) è uno standard appartenente al livello data-link che consente di avviare un computer in standby da una postazione remota, a patto di conoscerne l'indirizzo MAC. La scheda madre del computer in questione dev'essere dotata di un apposito collegamento (detto WAKEUP-LINK) ed essere collegata alla scheda di rete attraverso uno speciale cavo con 3 piedini (vedi figura). Da diversi anni però, se sia la scheda madre sia la scheda di rete supportano lo standard PCI 2.2, in genere il cavetto non è necessario dato che anche a computer spento gli slot PCI vengono alimentati con una tensione di standby. Con l'introduzione della revisione 2.2 del PCI infatti viene aggiunto il supporto ai PME (Power Management Events) in modo che le schede PCI possano scambiare segnali anche a computer spento.

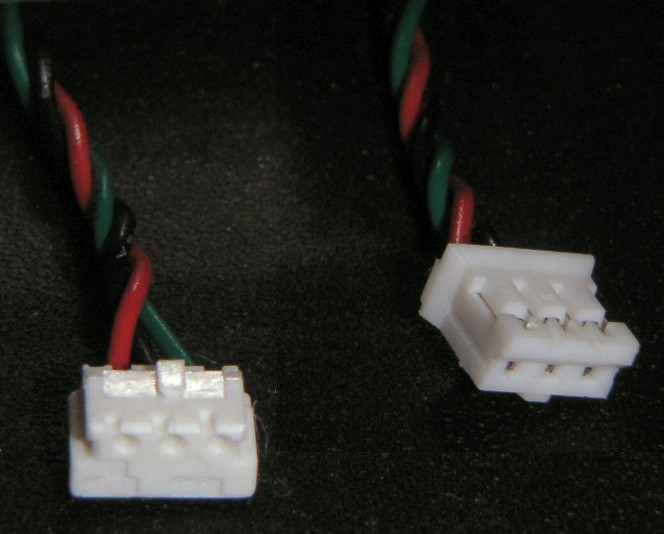
Connettori per il wake-on-LAN

I pacchetti Ethernet che attivano la "sveglia" sono detti Magic Packet ("pacchetti magici"). Il Magic Packet è in sostanza un frame broadcast, composto da una prima parte di sincronizzazione costituita da sei bytes di valore FF esadecimale, seguiti dall'Indirizzo MAC del nodo bersaglio ripetuto 16 volte, per un totale di 96 bytes, e da un campo password opzionale che può essere assente, lungo 4 bytes o 6 bytes.
Il Magic Packet, a meno di particolari accorgimenti, non è sempre instradabile dai router a causa di un problema relativo alla gestione del protocollo ARP da parte degli stessi (address aging). All'atto pratico, questo si traduce nell'impossibilità di usufruire del Wake on LAN tramite internet o reti di grandi dimensioni. Per superare queste limitazioni si possono utilizzare i Subnet Directed Broadcasts (SDB): trattati come normali pacchetti di rete, quando raggiungono il router finale (locale rispetto alla macchina da accendere) vengono convertiti in Magic packet veri e propri. Naturalmente è necessaria un'appropriata configurazione dei router coinvolti, anche per evitare attacchi informatici. Infatti, se le trasmissioni SDB non sono correttamente filtrate, pacchetti indesiderati potrebbero indurre il network a partecipare ad attacchi DDoS (come Smurf). Ad ogni modo, non tutti i router supportano la funzionalità SDB.
Quasi tutte le schede moderne aderiscono allo standard WoL, che tuttavia deve essere abilitato a livello di BIOS della scheda madre. 